# Eugen Klagemann
Eugen Klagemann (* 1. Februar 1902 in Berlin; † 5. November 1980 ebenda) war ein deutscher Kameramann.

## Leben
Klagemann begann seine berufliche Laufbahn 1917 als Fotoassistent und wurde in den 20er Jahren Kameraassistent. Ab 1928 arbeitete er als einfacher Kameramann und darüber hinaus als Standfotograf (zum Beispiel 1932 bei Unter falscher Flagge und Friederike). In diesen Funktionen wirkte er an mehr als 40 Filmen mit. Im Januar 1943 fungierte er für die Tobis neben Fritz Arno Wagner erstmals als selbständiger Kameramann, und 1944 hatte er bei Paul Verhoevens Das Konzert zum ersten Mal die alleinige Verantwortung.
An der Seite von Friedl Behn-Grund nahm Klagemann 1946 seine Arbeit wieder auf. Er wurde in den Nachkriegsjahren einer der wichtigsten Chefoperateure der DEFA, der er abgesehen von zwei Filmen für die Real-Film im Jahr 1948 bis 1961 treu blieb. Er war neben Behn-Grund vor allem für die beiden Klassiker Die Mörder sind unter uns und Ehe im Schatten verantwortlich, an denen Lichtsetzung und Bildeinstellungen von den Kritikern besonders positiv hervorgehoben wurden.
Nach den ausstattungsreichen Filmopern Figaros Hochzeit und Die lustigen Weiber von Windsor konnte er sich jedoch nicht weiter profilieren. Der Mauerbau im Jahr 1961 beendete weitgehend die Karriere des in Charlottenburg in West-Berlin ansässigen Kameramanns. Am 31. März 1962 lief sein Vertrag mit der DEFA aus. 1962 war er noch einmal als untergeordneter Kameramann in dem österreichischen Film Hochzeitsnacht im Paradies an der Seite von Friedl Behn-Grund im Einsatz.

## Filmografie
- 1935: Die Werft zum grauen Hecht
- 1940: Ihr Privatsekretär
- 1942: Die Sache mit Styx
- 1943: Ich werde dich auf Händen tragen
- 1943: Herr Sanders lebt gefährlich
- 1944: Das Konzert
- 1944/48: Das kleine Hofkonzert
- 1944/50: Glück muß man haben
- 1945: Der Mann im Sattel (UA: 2000)
- 1945: Meine Herren Söhne
- 1946: Die Mörder sind unter uns
- 1947: Razzia
- 1947: Ehe im Schatten
- 1948: Finale
- 1948: Arche Nora
- 1949: Das Mädchen Christine
- 1949: Wir bummeln um die Welt
- 1949: Figaros Hochzeit
- 1950: Semmelweis – Retter der Mütter
- 1950: Die lustigen Weiber von Windsor
- 1951: Corinna Schmidt
- 1952: Schatten über den Inseln
- 1952: Geheimakten Solvay
- 1954: Der Fall Dr. Wagner
- 1955: Das Fräulein von Scuderi
- 1955: Der Ochse von Kulm
- 1956: Damals in Paris
- 1957: Alter Kahn und junge Liebe
- 1958: Tilman Riemenschneider
- 1958: Reifender Sommer
- 1958: Meine Frau macht Musik
- 1958: Sie kannten sich alle
- 1959: Ware für Katalonien
- 1959: Bevor der Blitz einschlägt
- 1960: Trübe Wasser (Les Arrivistes)
- 1960: Seilergasse 8
- 1961: Die Liebe und der Co-Pilot
- 1962: Die aus der 12b

## Auszeichnungen
- 1968: Nationalpreis der DDR
- 1983: Kunstpreis des FDGB